# Венценосный мускусный лорикет
Венценосный мускусный лорикет (лат. Parvipsitta porphyrocephala) — вид птица из семейства Psittaculidae.

## Внешний вид
Длина тела 16—18 см. Окраска оперения зелёная. В верхней части спина оливково-жёлтого оттенка. Темя тёмно-синего цвета, в области уха и лба золотисто-жёлтая окраска. Уздечка оранжево-красная. Грудь и горло серо-голубые, сгиб крыла голубой.

## Распространение
Обитает в Северо-Западной Виктории и Южной Австралии.

## Образ жизни
Шумные попугаи, постоянно находятся в движении.